# Warm Springs (Oregón)
Warm Springs es un lugar designado por el censo ubicado en el condado de Jefferson en el estado estadounidense de Oregón. En el año 2000 tenía una población de 2.431 habitantes y una densidad poblacional de 22.1 personas por km².

## Geografía
Warm Springs se encuentra ubicada en las coordenadas 44°45′37″N 121°16′6″O / 44.76028, -121.26833.

## Demografía
Según la Oficina del Censo en 2000 los ingresos medios por hogar en la localidad eran de $29,886, y los ingresos medios por familia eran $28,300. Los hombres tenían unos ingresos medios de $27,083 frente a los $20,897 para las mujeres. La renta per cápita para la localidad era de $8,583. Alrededor del 32.3% de la población estaban por debajo del umbral de pobreza.